# Апранк
Апранк (арм. Ապրանք վանք; также известный как монастырь Святого Давида и церковь Абренк) — армянский монастырь, располагающийся в 15 км к юго-западу от небольшого городка Терджан провинции Эрзинджан Турции. Имеет 2 хачкара, являющихся одними из самых крупных — высотой 4 м и шириной 1 м. Монастырь был заброшен после 1915 года. Ныне находится в полуразрушенном состоянии. 

## История
Точная дата основания монастыря не известна, как и ранняя история о нём. На двух хачкарах, имеющих 4 м высоту и 1 м ширину, высечены даты 1191 и 1194 годы. 
Наименование «Апранк» образовано от слова «Апаранк», что в переводе с армянского означает «дворец». До 1915 года словом «Апранк» также называлась большая деревня в долине под монастырем. В XIX веке монастырь был епископским центром Терканского района, в котором находилось 34 армянских сёл. 

## Устройство монастыря
Монастыря окружён высокими стен. Однако эти стены были построены больше для архитектурного дизайна, чем для оборонительной функции, в частности, у них нет башен. В северной части стен есть ворота. Западная часть засажена тутовыми деревьями. За пределами стен находятся остатки сооружения с большим стрельчатым сводом — вероятно это был фонтан.
Северная половина комплекса была заполнена зданиями, пристроенными к стене. В середине южной половины ограды находилась главная церковь монастыря, называемая Святой Иоанн (Сурб Ованес). Его конструкция представляет собой прямоугольный периметр с четырьмя отдельно стоящими колоннами, которые поддерживают купол. Этот тип архитектуры был распространен с середины XVII века в армянских церквях, на который повлияли пост-византийские греческие церкви.
На территории монастыря также располагается часовня Святого Давида, которая стоит с южной стороны от основной церкви. Это прямоугольная однонефная часовня с цилиндрическим сводом внутри и двускатной крышей снаружи. Надпись над его входом говорит о том, что это было место захоронения неизвестного «Давида», в честь которого был назван монастырь. На небольшом расстоянии от часовни Святого Давида стоят два больших хачкара, являющихся одними из самых крупных.

## Галерея

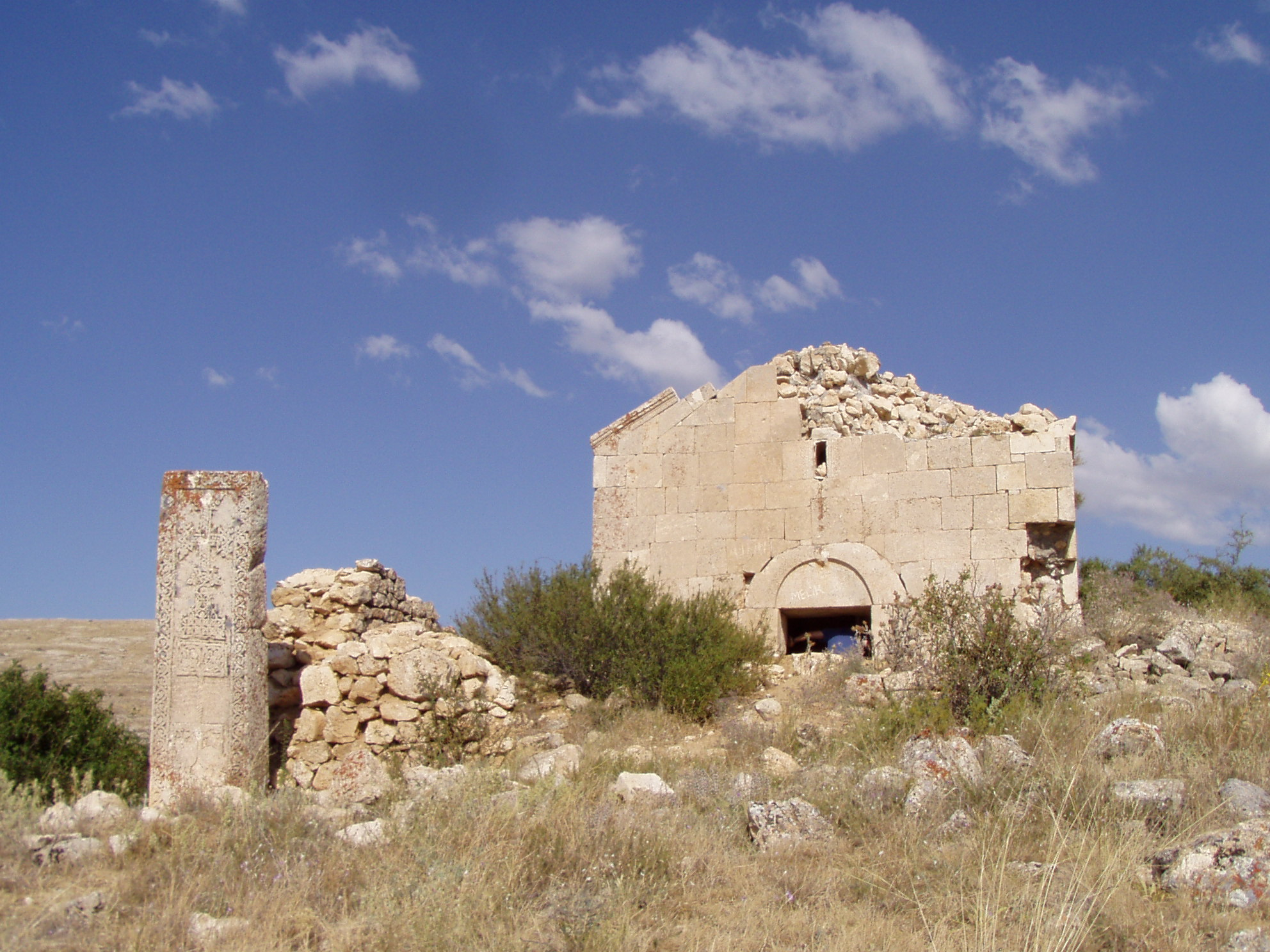
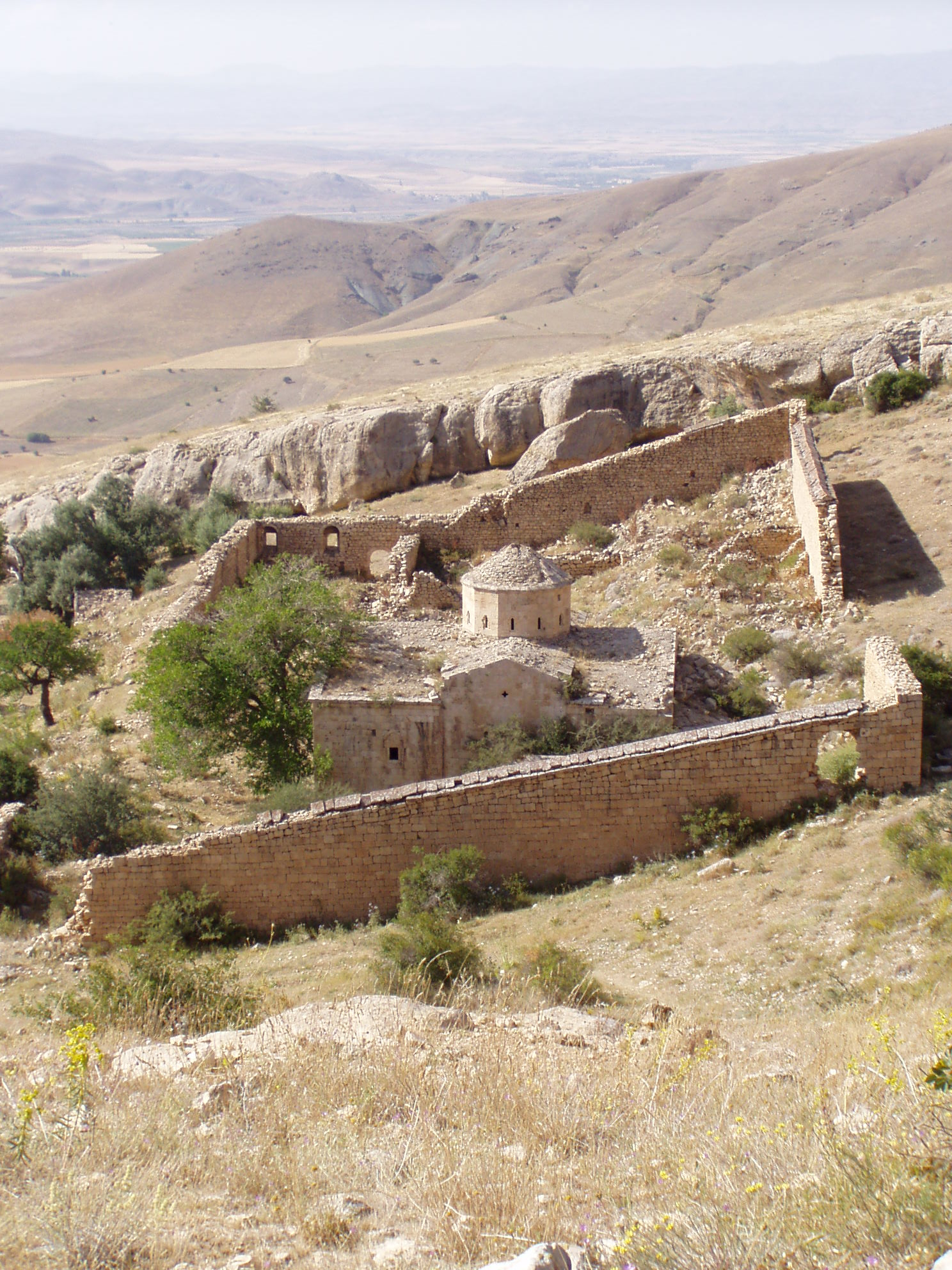
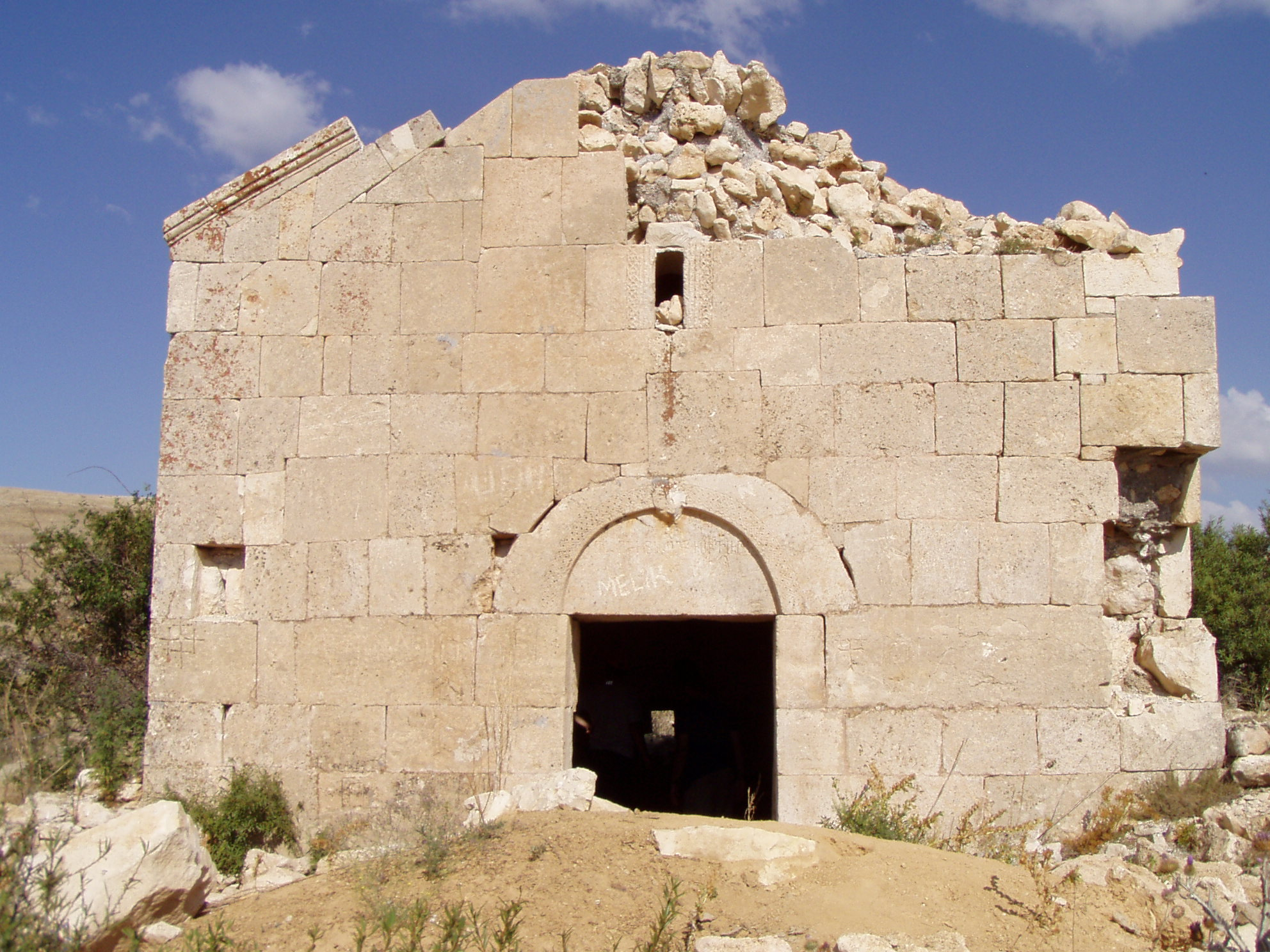
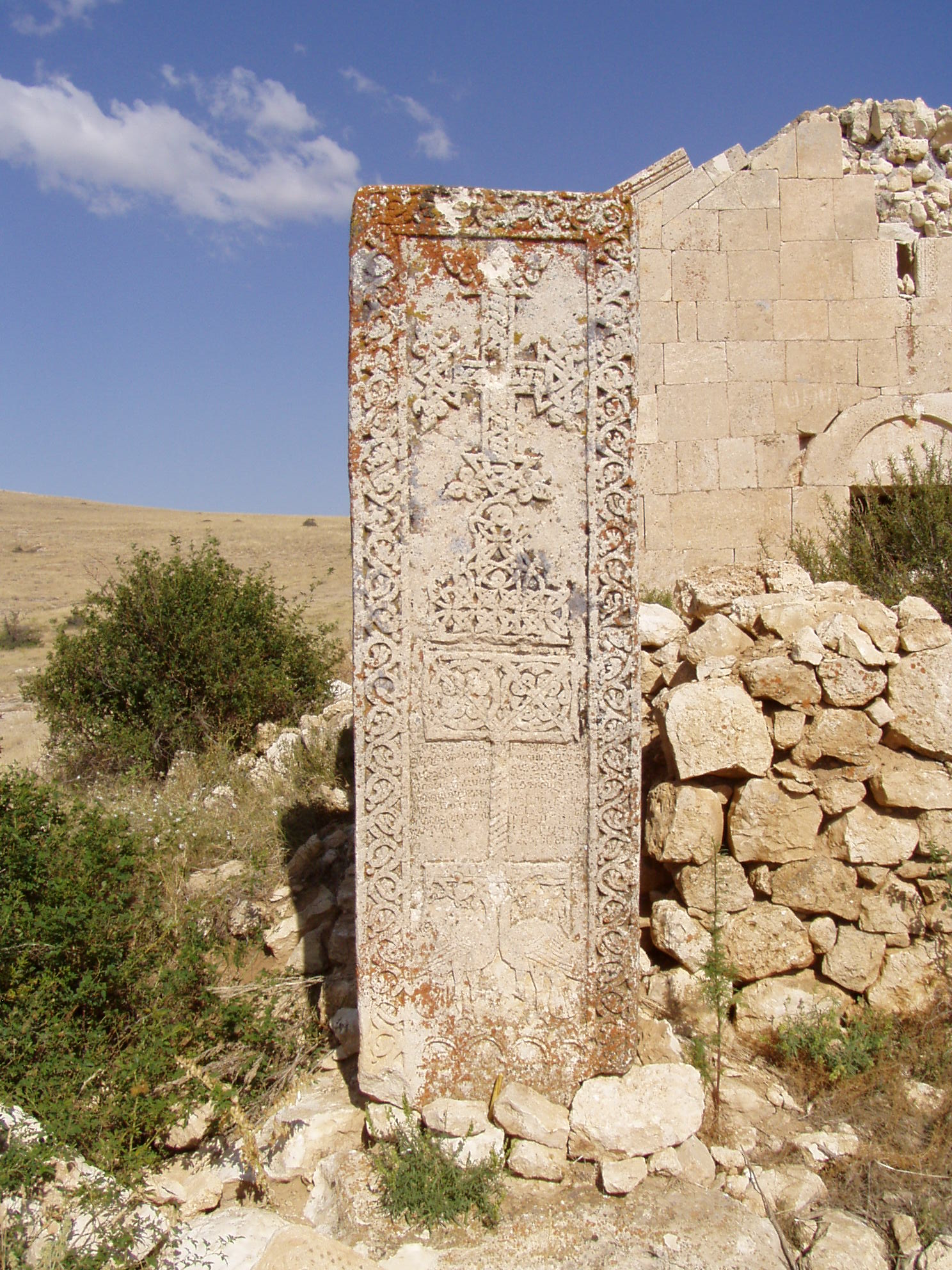
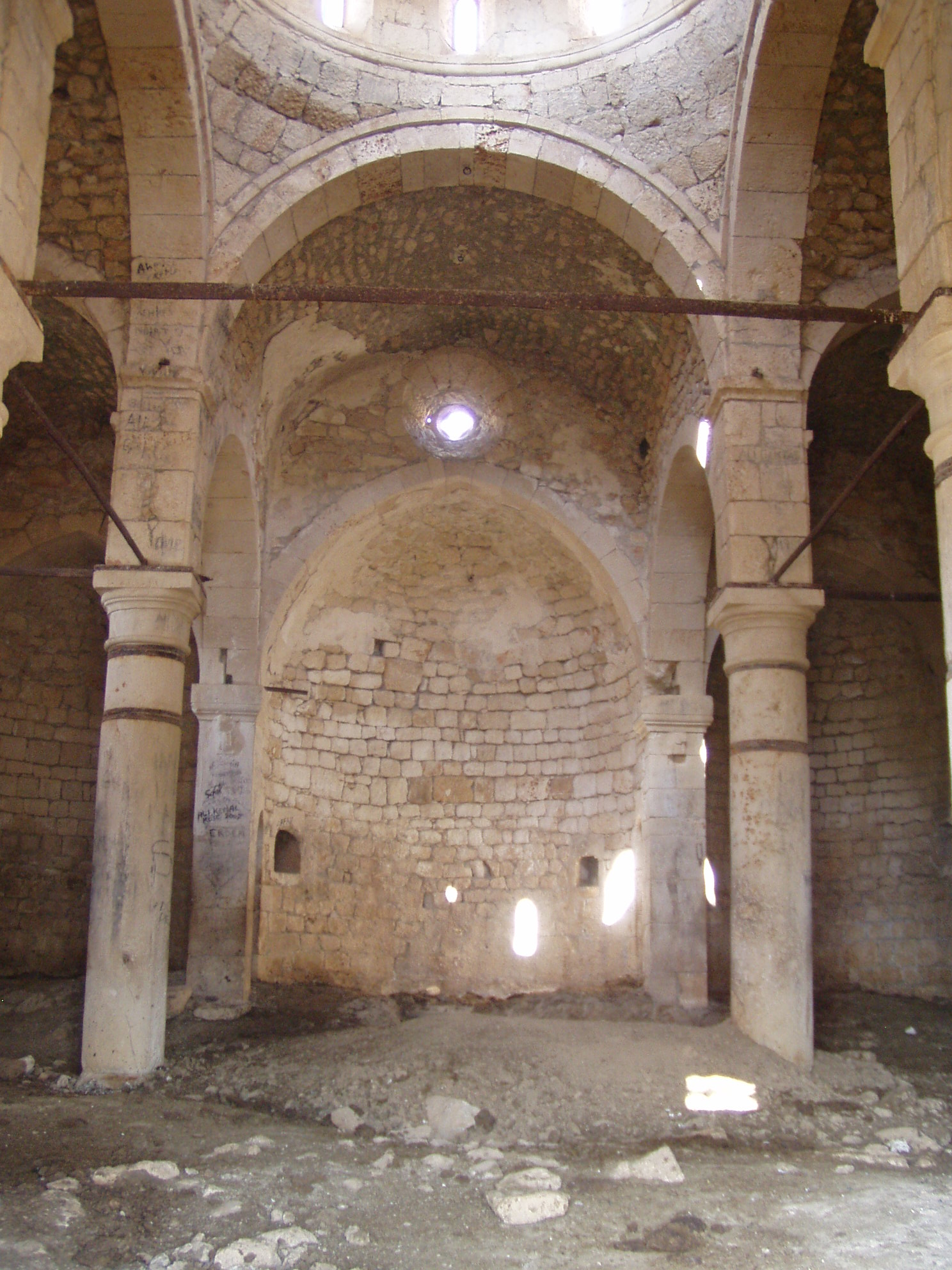
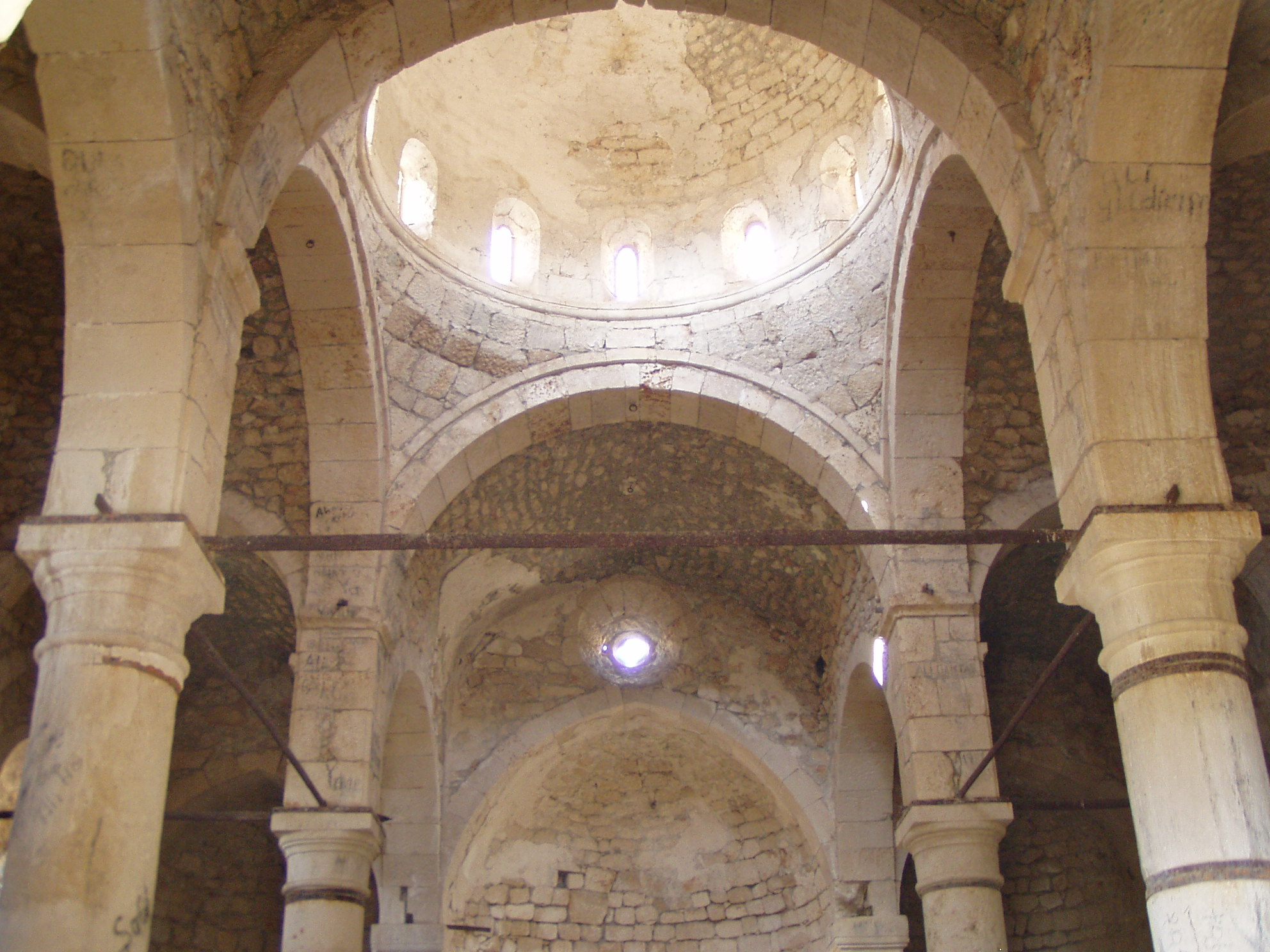
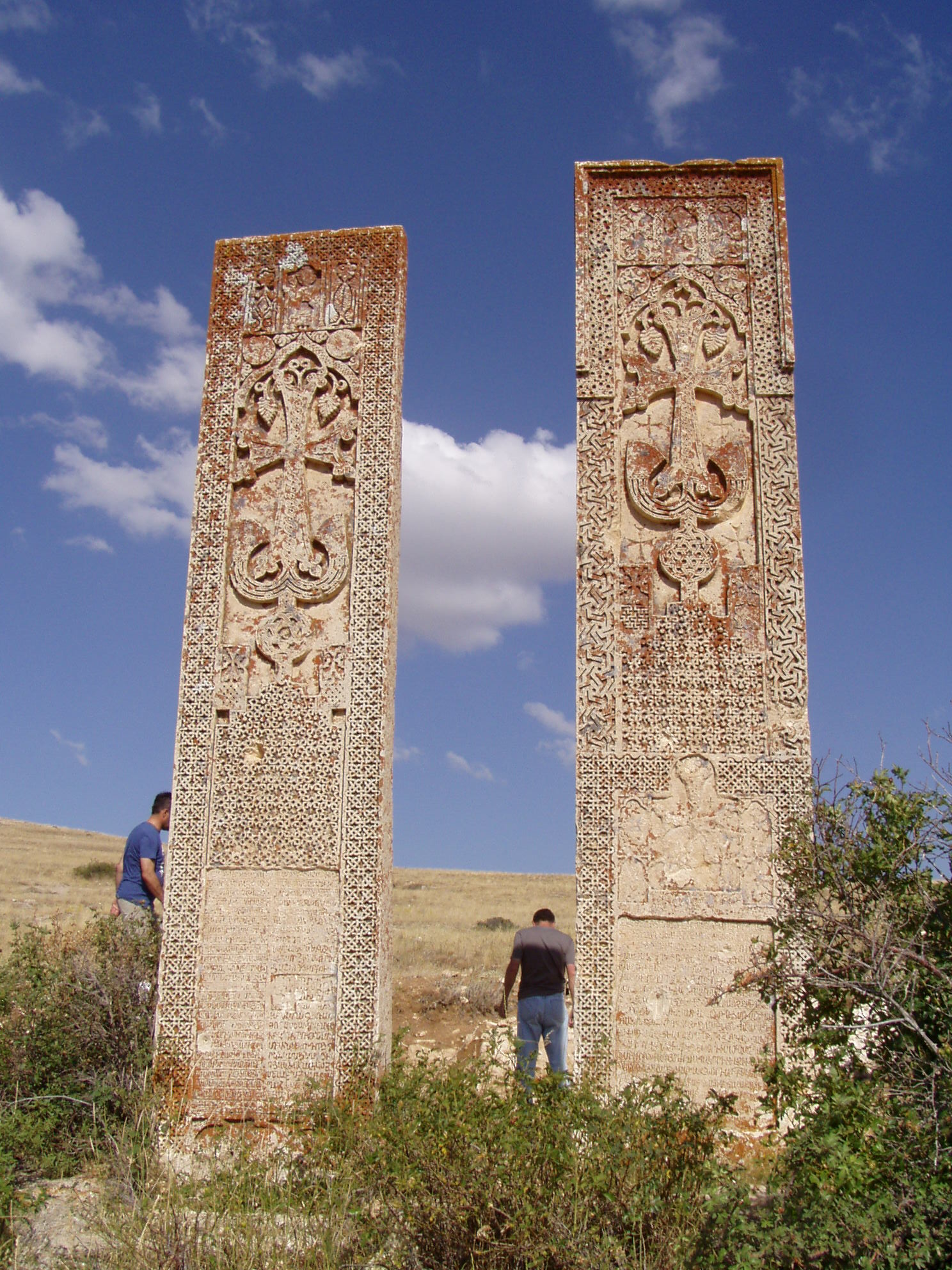